# Nati nel 1173
| Questa pagina contiene informazioni ricavate automaticamente dalle voci biografiche con l'ausilio del template Bio e di un bot. L'aggiornamento è periodico e automatico e ricostruisce completamente la pagina. Se manca una persona in questa lista, sei pregato di non aggiungerla, ma accertati piuttosto che la sua voce biografica contenga il template Bio e che i dati anagrafici siano correttamente compilati. Se il template Bio manca, inseriscilo tu stesso o, in alternativa, metti l'avviso {{tmp\|Bio}} che ne segnala la mancanza. Se i dati riportati sono sbagliati, correggi direttamente la voce biografica; le modifiche saranno visibili in questa lista entro pochi giorni. Per chiarimenti vedi il progetto biografie. La lista contiene solo le 6 persone che sono citate nell'enciclopedia e per le quali è stato implementato correttamente il template Bio. Pagina aggiornata al 2 mag 2025. |

- 21 maggio - Shinran, monaco buddista giapponese († 1263)
- 23 dicembre - Ludovico I di Baviera, duca († 1231)
- Erveo IV di Donzy, nobile francese († 1222)
- Federico I di Altena, nobile tedesco († 1199)
- Guglielmo VI del Monferrato, marchese italiano († 1226)
- Qutbuddin Bakhtiar Kaki, mistico indiano († 1235)